# Daniel Mariano Bueno
Daniel Mariano Bueno (født 15. december 1983) er en tidligere brasiliansk fodboldspiller.